# 한국유기농업협회
한국유기농업협회는 유기농업 연구개발, 국민보건과 환경보전  및 농가소득 증대에 기여 목적으로 1987년 7월 27일 설립된 사단법인이다. 사무실은 경기도 성남시 수정구 복정동 656-6에 있다.

## 주요 사업
- 유기 자연농업의 연구개발 및 교육
- 유기 자연농업에 의한 안전농산물의 생산 및 유통지도
- 국제기구와의 교류 및 상호방문견학
- 회지의 발행 및 지도서적 출판
- 정책당국에 대한 연구결과의 건의
- 기타 유기 자연농업에 필요한 농자재의 생산과 보급지도